# Miguel Heidemann
Miguel Heidemann (Tréveris, 27 de enero de 1998) es un deportista alemán que compite en ciclismo en la modalidad de ruta.
Ganó dos medallas en el Campeonato Mundial de Ciclismo en Ruta, en los años 2023 y 2024, y tres medallas en el Campeonato Europeo de Ciclismo en Ruta entre los años 2020 y 2023.

## Medallero internacional
| Campeonato Mundial | Campeonato Mundial     | Campeonato Mundial | Campeonato Mundial              |
| Año                | Lugar                  | Medalla            | Competición                     |
| ------------------ | ---------------------- | ------------------ | ------------------------------- |
| 2023               | Glasgow (Reino Unido)  | Medalla de bronce  | Contrarreloj por relevos mixtos |
| 2024               | Zúrich (Suiza)         | Medalla de plata   | Contrarreloj por relevos mixtos |
| Campeonato Europeo |                        |                    |                                 |
| Año                | Lugar                  | Medalla            | Competición                     |
| 2020               | Plouay (Francia)       | Medalla de oro     | Contrarreloj por relevos mixtos |
| 2021               | Trento (Italia)        | Medalla de plata   | Contrarreloj por relevos mixtos |
| 2023               | Drenthe (Países Bajos) | Medalla de bronce  | Contrarreloj por relevos mixtos |

## Palmarés
2021
- 2.º en el Campeonato de Alemania Contrarreloj

2023
- 2.º en el Campeonato de Alemania Contrarreloj

2024
- 3.º en el Campeonato de Alemania Contrarreloj

2025
- 2.º en el Campeonato de Alemania Contrarreloj